# كوفي عنان
كوفي أتا عنان (بالإنجليزية: Kofi Atta Annan)‏ (8 أبريل 1938 – 18 أغسطس 2018) كان دبلوماسيا غانيا شغل منصب الأمين العام السابع للأمم المتحدة من يناير 1997 إلى ديسمبر 2006. حصل عنان والأمم المتحدة مجتمعين على جائزة نوبل للسلام عام 2001. كان مؤسس ورئيس مؤسسة كوفي عنان وكذلك رئيس منظمة الشيوخ وهي منظمة دولية أسسها نيلسون مانديلا.
وُلد عنان في كوماسي وتوجه لدراسة الاقتصاد في كلية ماكالستر والعلاقات الدولية في المعهد العالي للدراسات الدولية والتنمية بجنيف، والإدارة في معهد ماساتشوستس للتكنولوجيا. انضم عنان إلى الأمم المتحدة في عام 1962، وعمل في مكتب منظمة الصحة العالمية في جنيف. ثم عمل في عدة مناصب في مقر الأمم المتحدة بما في ذلك منصب وكيل الأمين العام لعمليات قوات حفظ السلام بين مارس 1992 وديسمبر 1996. وقد عين الأمين العام في 13 ديسمبر 1996 من قِبل مجلس الأمن التابع للأمم المتحدة، وتم تأكيده فيما بعد من قبل الجمعية العامة للأمم المتحدة مما يجعله أول أمين عام ينتخب من موظفي الأمم المتحدة. أعيد انتخابه لولاية ثانية في عام 2001 وخلفه بان كي مون في منصب الأمين العام في 1 يناير 2007.
وبصفته الأمين العام، قام عنان بإصلاح بيروقراطية الأمم المتحدة. عمل على مكافحة فيروس العوز المناعي البشري لا سيما في أفريقيا وأطلق الميثاق العالمي للأمم المتحدة. وقد تعرض للانتقادات لعدم توسيعه مجلس الأمن وواجه دعوات للاستقالة بعد إجراء تحقيق في برنامج النفط مقابل الغذاء. بعد مغادرة الأمم المتحدة أسس مؤسسة كوفي عنان في عام 2007 للعمل على التنمية الدولية. في عام 2012 كان عنان الممثل الخاص المشترك لجامعة الدول العربية في سوريا للمساعدة في إيجاد حل للنزاع المستمر هناك. استقال عنان بعد أن أصيب بالإحباط من عدم إحراز الأمم المتحدة التقدم فيما يتعلق بحل النزاعات. في سبتمبر 2016 تم تعيين عنان لقيادة لجنة الأمم المتحدة للتحقيق في أزمة الروهينجا. توفي كوفي عنان صباح يوم 18 أغسطس 2018 في مستشفى في سويسرا إثر مرض قصير.

## السنوات الأولى والتعليم
ولد كوفي عنان في قسم كوفاندروس في كوماسي في ساحل الذهب (الآن غانا) في 8 أبريل 1938. ويتشارك مع شقيقته التوأم إيفوا أتا التي توفيت في عام 1991 بالاسم الأوسط أتا والذي يعني باللغة الأكانية التوأم. ولد عنان وأخته في إحدى العائلات الأرستقراطية في أشانتي وفانتي. كان أجدادهما وعمهما من زعماء القبائل.
ضمن تقاليد إطلاق الأسماء في اللغة الأكانية يتم تسمية بعض الأطفال وفقًا ليوم الأسبوع الذي وُلدوا فيه و/أو فيما يتعلق بعدد الأطفال الذين يسبقونهم. كوفي في اللغة الأكانية هو الاسم الذي يتوافق مع يوم الجمعة. قال عنان أن اسمه الثاني على وزن كلمة «المدفع» باللغة الإنجليزية (Cannon).
من عام 1954 إلى عام 1957 درس عنان في مدرسة مفانتسيبيم الخاصة وهي مدرسة داخلية ميثودية في كيب كوست تأسست في سبعينيات القرن التاسع عشر. وقال عنان أن المدرسة علمته أن «المعاناة في أي مكان تهم الناس في كل مكان». في عام 1957 تخرج عنان من مفانتسيبيم، وكانت نفس السنة التي حصل فيها ساحل الذهب على الاستقلال من المملكة المتحدة، وبدأ في استخدام اسم «غانا».
في عام 1958 بدأ عنان دراسة الاقتصاد في كلية كوماسي للعلوم والتكنولوجيا التي أصبحت الآن جامعة كوامي نكروما للعلوم والتكنولوجيا في غانا. حصل على منحة من مؤسسة فورد، مما مكنه من إكمال دراسته الجامعية في الاقتصاد في كلية ماكالستر في سانت بول، مينيسوتا، الولايات المتحدة في عام 1961. بعد ذلك أكمل عنان درجة الدبلوم في شهادة الدراسات المعمقة في العلاقات الدولية في المعهد العالي للدراسات الدولية والتنمية في جنيف، سويسرا من 1961 إلى 1962. بعد بضع سنوات من الخبرة في العمل، درس في مدرسة سلون للإدارة في معهد ماساتشوستس للتكنولوجيا من 1971 إلى 1972 في برنامج زملاء سلون وحصل على درجة ماجستير إدارة الأعمال.
كان عنان يجيد اللغة الإنجليزية والفرنسية وأكان وبعض لغات كرو وغيرها من اللغات الأفريقية.
في عام 1962 بدأ كوفي عنان العمل كمسؤول ميزانية في منظمة الصحة العالمية وهي وكالة تابعة للأمم المتحدة. من 1974 إلى 1976 شغل منصب مدير السياحة في غانا. في عام 1980 أصبح رئيس قسم الأفراد في مكتب المفوضية السامية للأمم المتحدة لشؤون اللاجئين في جنيف. في عام 1983 أصبح مدير خدمات الإدارة الإدارية للأمانة العامة للأمم المتحدة في نيويورك. في أواخر الثمانينيات تم تعيين عنان كأمين عام مساعد للأمم المتحدة في ثلاث وظائف متتالية: منسق الموارد البشرية والإدارة والأمن من 1987 إلى 1990 وتخطيط البرامج والميزانية والمالية والمراقب المالي من 1990 إلى 1992 وعمليات حفظ السلام من مارس 1993 إلى ديسمبر 1996.
عندما أنشأ الأمين العام بطرس بطرس غالي إدارة عمليات حفظ السلام في عام 1992، تم تعيين عنان في الدائرة الجديدة كنائب لمنصب وكيل الأمين العام آنذاك ماريك غولدينغ. وعُيِّن عنان فيما بعد خلفا لغولدينغ وتولى منصبه في ديسمبر 1993. وكان آنذاك رئيس حفظ السلام خلال معركة مقديشو وما أسفر عنها من انهيار لبعثة حفظ السلام التابعة لعملية الأمم المتحدة الثانية في الصومال وأثناء الإبادة الجماعية في رواندا في عام 1994. في أغسطس 1995 بينما كان بطرس غالي غير قادر على الوصول إلى طائرة أصدر عنان تعليماته إلى مسؤولي الأمم المتحدة «بالتخلي لفترة زمنية محدودة عن سلطتهم في الاعتراض على الضربات الجوية في البوسنة». سمح هذا التحرك لقوات حلف شمال الأطلسي (الناتو) بتنفيذ عملية القوة المتعمدة وجعلته مفضلاً للولايات المتحدة. وفقا لريتشارد هولبروك أقنع أداء عنان الجريء الولايات المتحدة بأنه سيكون بديلا جيدا لبطرس غالي.
في عام 2003 زعم الجنرال الكندي السابق روميو داليير، الذي كان قائد قوة بعثة الأمم المتحدة لتقديم المساعدة إلى رواندا أن عنان كان مفرطاً في رده على الإبادة الجماعية الوشيكة. في كتابه «مصافحة الشيطان: فشل الإنسانية في رواندا» (2003) أكد الجنرال داليير أن عنان أعاق قوات الأمم المتحدة من التدخل لتسوية النزاع ومن تقديم المزيد من الدعم اللوجستي والمالي. ادعى داليير أن عنان فشل في تقديم ردود على رسائل الفاكس المتكررة التي يطلبها للوصول إلى مستودع الأسلحة. هذه الأسلحة كان يمكن أن تساعد داليير في الدفاع عن التوتسي المهددين بالإبادة. في عام 2004 بعد عشر سنوات من الإبادة الجماعية التي قُتل فيها ما يقدر بنحو 800 ألف شخص قال عنان: «كان بوسعي وما كان ينبغي لي فعل المزيد لإصدار الإنذار وحشد التأييد».
في كتابه «التدخلات: الحياة في الحرب والسلام» جادل عنان مرة أخرى بأن إدارة عمليات حفظ السلام كان بإمكانها استخدام وسائل الإعلام على نحو أفضل لرفع الوعي بالعنف في رواندا والضغط على الحكومات لتوفير القوات اللازمة للتدخل. وأوضح عنان أن الأحداث في الصومال وانهيار بعثة (يونوسوم) الثانية عزز التردد بين الدول الأعضاء في الأمم المتحدة للموافقة على عمليات حفظ سلام قوية. ونتيجة لذلك، عندما تمت الموافقة على بعثة الأمم المتحدة لتقديم المساعدة إلى أفغانستان بعد أيام قليلة من المعركة، كانت القوة الناتجة تفتقر إلى مستويات القوات ومواردها وولايتها للعمل بفعالية.
وعمل عنان وكيلا للأمين العام في الفترة من مارس 1994 إلى أكتوبر 1995. وعُين ممثلا خاصا للأمين العام في يوغوسلافيا السابقة حيث عمل لمدة خمسة أشهر قبل أن يعود إلى مهامه بوصفه وكيل الأمين العام في أبريل 1996.

## الأمين العام للأمم المتحدة (1997-2006)

### التعيين
في عام 1996 شارك الأمين العام بطرس بطرس غالي دون معارضة لولاية ثانية. وعلى الرغم من فوزه بـ 14 صوتًا من أصل 15 صوتًا في مجلس الأمن إلا أنه تعرض لحق النقض (الفيتو) من قبل الولايات المتحدة. وبعد أربعة اجتماعات غير محدودة لمجلس الأمن علق بطرس غالي ترشيحه ليصبح الأمين العام الوحيد الذي تم حرمانه من ولاية ثانية. كان عنان المرشح الأول ليحل محله متفوقاً على أمارا إيسي بصوت واحد في الجولة الأولى. ومع ذلك استخدمت فرنسا حق الاعتراض على عنان أربع مرات قبل أن تمتنع عن التصويت في النهاية. أوصى مجلس الأمن الدولي بأنان في 13 ديسمبر 1996. وبعد مرور أربعة أيام تم تصديق الجمعية العامة وبدأ فترة ولايته الأولى كأمين عام في 1 يناير 1997.
وبسبب الإطاحة ببطرس غالي ستمنح ولاية عنان الثانية إفريقيا منصب الأمين العام لثلاث ولايات متتالية. في عام 2001 وافقت مجموعة آسيا والمحيط الهادئ على دعم عنان لولاية ثانية في مقابل دعم المجموعة الأفريقية لأمين عام آسيوي في اختيار عام 2006. وأوصى مجلس الأمن بأنان لفترة ثانية في 27 يونيو 2001 ووافقت الجمعية العامة على إعادة تعيينه في 29 يونيو 2001.

### النشاطات

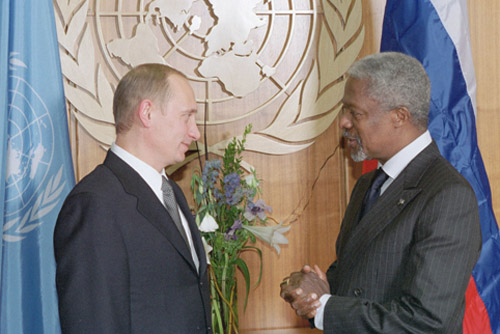
أنان مع رئيس روسيا فلاديمير بوتين في مقر الأمم المتحدة في مدينة نيويورك في 16 نوفمبر 2001.

#### توصيات لإصلاح الأمم المتحدة
بعد فترة وجيزة من توليه منصبه في عام 1997 أصدر عنان تقريرين عن الإصلاح الإداري. في 17 مارس 1997 أدخل التقرير الإداري والتدابير التنظيمية (A/51/829) آليات إدارية جديدة من خلال إنشاء هيئة على غرار مجلس الوزراء لمساعدته وعلى تجميع أنشطة الأمم المتحدة وفقا لبعثات أساسية أربع. وقد صدر جدول أعمال شامل للإصلاح في 14 يوليو 1997 بعنوان «تجديد الأمم المتحدة: برنامج للإصلاح» (A/51/950). وشملت المقترحات الرئيسية إدخال إدارة إستراتيجية لتعزيز وحدة الهدف وإنشاء منصب نائب الأمين العام وتخفيض بنسبة 10 في المائة في الوظائف وتخفيض التكاليف الإدارية وتوحيد الأمم المتحدة على المستوى القطري والوصول إلى المجتمع المدني والقطاع الخاص كشركاء. كما اقترح عنان عقد قمة الألفية في عام 2000. بعد سنوات من البحث قدم عنان تقريراً مرحلياً في «الحرية الأكبر» إلى الجمعية العامة للأمم المتحدة في 21 مارس 2005. وأوصى عنان بتوسيع مجلس الأمن ومجموعة من الإصلاحات الأخرى للأمم المتحدة.
في 31 يناير 2006 حدد كوفي عنان رؤيته لإجراء إصلاح شامل للأمم المتحدة في خطاب سياسي أمام جمعية الأمم المتحدة في المملكة المتحدة. الخطاب الذي ألقاه في القاعة المركزية في وستمنستر احتفل أيضا بالذكرى الستين لاجتماعات الجمعية العامة ومجلس الأمن.
وفي 7 مارس 2006 قدم إلى الجمعية العامة اقتراحاته بإجراء إصلاح أساسي للأمانة العامة للأمم المتحدة. تقرير الإصلاح بعنوان الاستثمار في الأمم المتحدة من أجل منظمة أقوى في جميع أنحاء العالم.
وفي 30 مارس 2006 قدم إلى الجمعية العامة تحليله وتوصياته من أجل تحديث برنامج عمل الأمانة العامة للأمم المتحدة بأكمله. تقرير الإصلاح معنون: التفويض والتنفيذ: تحليل وتوصيات لتسهيل مراجعة الولايات.
وفيما يتعلق بمجلس حقوق الإنسان التابع للأمم المتحدة قال عنان أن «تراجع المصداقية» قد «ألقت بظلاله على سمعة منظومة الأمم المتحدة. وما لم نقم بإعادة صنع آلية حقوق الإنسان الخاصة بنا فقد لا نكون قادرين على تجديد ثقة الجمهور في الأمم المتحدة». ومع ذلك فهو يعتقد أنه على الرغم من عيوبه يمكن للمجلس القيام بعمل جيد.
في مارس 2000 عين عنان الفريق المعني بعمليات الأمم المتحدة للسلام لتقييم أوجه القصور في النظام القائم آنذاك وتقديم توصيات محددة وواقعية من أجل التغيير. كان الفريق يتألف من أفراد ذوي خبرة في منع نشوب الصراعات وحفظ السلام وبناء السلام. ودعا التقرير الذي أصدره والذي أصبح يعرف باسم تقرير الإبراهيمي إشارة إلى رئيس الفريق الأخضر الإبراهيمي إلى:
1. التزام سياسي متجدد من جانب الدول الأعضاء.
2. تغيير مؤسسي هام.
3. زيادة الدعم المالي.

ولاحظ الفريق كذلك أنه لكي تكون عمليات الأمم المتحدة لحفظ السلام فعالة يجب أن تكون مجهزة على نحو ملائم وأن تعمل في إطار ولايات واضحة وموثوقة وقابلة للتحقيق. في رسالة تحيل التقرير إلى الجمعية العامة ومجلس الأمن ذكر عنان أن توصيات الفريق كانت «أساسية لجعل الأمم المتحدة جديرة بالثقة حقا كقوة للسلام». وفي وقت لاحق من ذلك العام نفسه اعتمد مجلس الأمن عدة أحكام تتعلق بحفظ السلام في أعقاب التقرير في القرار 1327.

#### الأهداف الإنمائية للألفية
في عام 2000 قبل قمة الألفية أصدر عنان تقريرا بعنوان «نحن الشعوب: دور الأمم المتحدة في القرن الواحد والعشرين». ويجادل التقرير بأن التطورات الجيوسياسية الهامة والعولمة المتزايدة التي مرت على مدى الخمسين سنة الماضية تطلبت من الأمم المتحدة إعادة تقييم وتحويل طريقة عملها. دعا التقرير الدول الأعضاء إلى «وضع الناس في قلب كل ما نقوم به. لا نداء أكثر نبلًا ولا مسؤولية أعظم من تمكين الرجال والنساء والأطفال في المدن والقرى حول العالم بالعيش بشكل أفضل».
في الفصل الأخير من التقرير اعتمد عنان على نتائج الأعمال السابقة من قبل الأمم المتحدة والبنك الدولي وصندوق النقد الدولي ومنظمة التعاون الاقتصادي والتنمية وحدد مجالات الأولوية التي ينبغي على الأمم المتحدة التركيز عليها من أجل «تحرير إخواننا الرجال والنساء من الفقر المدقع واللاإنساني الذي ينحصر فيه أكثر من مليار منهم في الوقت الراهن». كانت هذه بمثابة الأساس للأهداف الإنمائية للألفية التالية والتي تم تطويرها بمشاركة إضافية من منتدى الألفية وهي مجموعة تضم 1000 شخص غير المنظمات الحكومية ومنظمات المجتمع المدني من أكثر من 100 دولة.
في ختام قمة الألفية اعتمد المندوبون إعلان الألفية حيث التزموا بشراكة عالمية جديدة للحد من الفقر المدقع ووضع سلسلة من الأهداف المحددة زمنياً والتي أصبحت تعرف فيما بعد باسم الأهداف الإنمائية للألفية.

#### خدمة تكنولوجيا المعلومات بالأمم المتحدة
وضمن وثيقة «نحن الشعوب» اقترح عنان إنشاء «خدمة الأمم المتحدة لتكنولوجيا المعلومات» وهي مجموعة من المتطوعين في مجال التكنولوجيا المتقدمة بما في ذلك شركة نيتكوربز كندا ونيتكوربز أمريكا التي سينسقها متطوعي الأمم المتحدة. في تقرير فريق الخبراء الرفيع المستوى المعني بتكنولوجيا المعلومات والاتصالات (22 مايو 2000) الذي يقترح فرقة عمل تابعة للأمم المتحدة في مجال تكنولوجيا المعلومات والاتصالات رحب الفريق بإنشاء «خدمة الأمم المتحدة لتكنولوجيا المعلومات» وقدم اقتراحات بشأن تكوينه وإستراتيجيته للتنفيذ بما في ذلك العمل التطوعي لتكنولوجيا المعلومات والاتصالات من أجل التنمية تتيح الفرص لتعبئة «الموارد البشرية الوطنية» (خبراء تكنولوجيا المعلومات والاتصالات المحليين) داخل البلدان النامية أولوية لكل من الرجال والنساء. تم إطلاق المبادرة ضمن متطوعي الأمم المتحدة وكانت نشطة منذ فبراير 2001 إلى فبراير 2005. وشارك موظفو المبادرة والمتطوعون في القمة العالمية حول مجتمع المعلومات في جنيف في ديسمبر 2003.

#### ميثاق الأمم المتحدة العالمي
وفي كلمة ألقاها أمام المنتدى الاقتصادي العالمي في 31 يناير 1999 قال الأمين العام عنان أن «أهداف الأمم المتحدة وأهداف الأعمال يمكن أن تكون داعمة لبعضها البعض» واقترح أن يشرع القطاع الخاص والأمم المتحدة في «ميثاق عالمي للقيم والمبادئ المشتركة وهو ما سيعطي وجه إنساني للسوق العالمية».
في 26 يوليو 2000 أطلق الاتفاق العالمي للأمم المتحدة رسميا في مقر الأمم المتحدة في نيويورك. وهو إطار يستند إلى المبادئ للشركات التي تهدف إلى «تحفيز الإجراءات لدعم أهداف الأمم المتحدة الأوسع مثل الأهداف الإنمائية للألفية». أنشأ الميثاق عشرة مبادئ أساسية في مجالات حقوق الإنسان والعمل والبيئة ومكافحة الفساد وبموجب الميثاق تلتزم الشركات بالمبادئ العشرة ويتم جمعها مع وكالات الأمم المتحدة والمجموعات العمالية والمجتمع المدني لتنفيذها بفعالية.

#### تأسيس الصندوق العالمي
وبنهاية التسعينات دفعت زيادة الوعي بالقدرة المدمرة للأوبئة مثل فيروس نقص المناعة البشرية / الإيدز قضايا الصحة العامة إلى قمة جدول أعمال التنمية العالمية. في أبريل 2001 أصدر عنان «دعوة للعمل» من خمس نقاط لمعالجة وباء فيروس نقص المناعة البشرية / الإيدز. وقال عنان أنه «أولوية شخصية» واقترح إنشاء صندوق عالمي للإيدز والصحة «مخصص لمكافحة فيروس نقص المناعة البشرية / الإيدز والأمراض المعدية الأخرى» لتحفيز الإنفاق الدولي المتزايد المطلوب لمساعدة الدول النامية في أزمة فيروس نقص المناعة البشرية / الإيدز. وفي يونيو من ذلك العام التزمت الجمعية العامة للأمم المتحدة بإنشاء صندوق من هذا القبيل خلال دورة استثنائية معنية بالإيدز وتم في وقت لاحق إنشاء أمانة الصندوق العالمي في يونيو 2002.

#### المسؤولية تجاه الحماية
وفي أعقاب فشل عنان والمجتمع الدولي في التدخل في الإبادة الجماعية في رواندا وفي سريبرينيتسا سأل عنان ما إذا كان المجتمع الدولي ملزما في مثل هذه الحالات بالتدخل لحماية السكان المدنيين. في خطاب أمام الجمعية العامة في سبتمبر 1999 «لمعالجة آفاق الأمن البشري والتدخل في القرن المقبل» جادل عنان بالسيادة الفردية - الحماية التي يوفرها إعلان حقوق الإنسان وميثاق الأمم المتحدة. تم تعزيزها في حين تم إعادة تعريف مفهوم سيادة الدولة من قبل العولمة والتعاون الدولي. ونتيجة لذلك اضطرت الأمم المتحدة والدول الأعضاء فيها إلى إعادة النظر في استعدادها للعمل على منع الصراع والمعاناة المدنية.
في سبتمبر 2001 أنشأت الحكومة الكندية لجنة مخصصة لمعالجة هذا التوازن بين سيادة الدولة والتدخل الإنساني. نشرت اللجنة الدولية للتدخل وسيادة الدولة تقريرها النهائي في عام 2001 والذي لم يركز على حق الدول في التدخل ولكن على مسؤولية حماية السكان المعرضين للخطر. تجاوز التقرير مسألة التدخل العسكري بحجة أنه يمكن استخدام مجموعة من الإجراءات الدبلوماسية والإنسانية لحماية السكان المدنيين.
في عام 2005 شمل عنان مبدأ «المسؤولية تجاه الحماية» في تقريره الحرية الأكبر. عندما صادقت الجمعية العامة للأمم المتحدة على هذا التقرير كان ذلك بمثابة أول موافقة رسمية من الدول الأعضاء في الأمم المتحدة على مبدأ المسؤولية تجاه الحماية.

#### العراق
في السنوات التي تلت عام 1998 عندما طردت حكومة صدام حسين وأثناء أزمة نزع سلاح العراق ألقت الولايات المتحدة باللوم على اللجنة والمدير السابق للوكالة الدولية للطاقة الذرية هانز بليكس على فشلهما في نزع سلاح العراق بالشكل المناسب وهو سكوت ريتر الرئيس السابق للجنة الخاصة للأسلحة النووية. ألقى المفتش باللوم على عنان لكونه بطيئاً وغير فعال في تنفيذ قرارات مجلس الأمن بشأن العراق وكان خاضعاً صريحاً لمطالب إدارة كلينتون بإزالة النظام وتفتيش المواقع التي غالباً ما كانت قصوراً رئاسية لم تكن مخولة في أي قرار وكانت مشكوكاً فيها قيمة الاستخبارات والتي أعاقت بشدة قدرة اللجنة الخاصة على التعاون مع الحكومة العراقية وساهمت في طردهم من البلاد. وزعم ريتر أيضا أن عنان يتدخل بانتظام في عمل المفتشين ويخفف من تسلسل القيادة من خلال محاولته التفتيت في جميع أنشطة اللجنة الخاصة التي تسببت في تجهيز المخابرات (وعمليات التفتيش الناتجة عنها) وتسببت في ارتباك مع العراقيين. وفيما يتعلق بمن كان مسؤولاً ونتيجة لذلك فقد رفضوا عموماً تلقي أوامر من ريتر أو رولف إيكيوس دون موافقة صريحة من عنان الأمر الذي كان يمكن أن يستغرق عدة أيام إن لم يكن أسابيع. وقد اعتقد لاحقاً أن عنان كان غافلاً عن حقيقة أن العراقيين استغلوا ذلك من أجل تأجيل عمليات التفتيش. وادعى أنه في إحدى المناسبات رفض عنان تنفيذ عملية تفتيش بدون إخطار منظمة الأمن الخاصة العراقية وبدلاً من ذلك حاول التفاوض من أجل الوصول لكن المفاوضات انتهى بها الأمر إلى ما يقرب من ستة أسابيع مما منح العراقيين أكثر من الوقت الكافي لتنظيف الموقع.
خلال فترة الاستعداد لغزو العراق عام 2003 دعا عنان الولايات المتحدة والمملكة المتحدة إلى عدم الغزو بدون دعم الأمم المتحدة. في مقابلة أجريت معه في سبتمبر 2004 على هيئة الإذاعة البريطانية عندما سئل عن السلطة القانونية للغزو قال عنان أنه يعتقد أنه لا يتفق مع ميثاق الأمم المتحدة وأنه غير قانوني.

#### أنشطة دبلوماسية أخرى
في عام 1998 شارك عنان بعمق في دعم الانتقال من الحكم العسكري إلى الحكم المدني في نيجيريا. وفي السنة التالية أيد جهود تيمور الشرقية لضمان الاستقلال عن إندونيسيا. في عام 2000 كان مسؤولاً عن التصديق على انسحاب إسرائيل من لبنان وفي عام 2006 قاد المحادثات في نيويورك بين رئيسي الكاميرون ونيجيريا التي أدت إلى تسوية النزاع بين البلدين حول شبه جزيرة باكاسي.
لم يوافق عنان ورئيس الجمهورية الإسلامية الإيرانية محمود أحمدي نجاد بشدة على البرنامج النووي الإيراني وعلى المعرض الإيراني للرسوم الكاريكاتيرية التي تسخر من المحرقة وعلى المؤتمر الدولي القادم لاستعراض الرؤية العالمية للهولوكوست وهو مؤتمر لإنكار الهولوكوست في عام 2006. وخلال زيارة لإيران استحثها استمرار تخصيب اليورانيوم الإيراني قال عنان «أعتقد أن مأساة المحرقة هي حقيقة تاريخية لا يمكن إنكارها ويجب أن نقبل حقيقة تلك الحقيقة ونعلم الناس ما حدث في الحرب العالمية الثانية وضمان عدم تكرارها أبدا».
أيد عنان إرسال بعثة حفظ سلام تابعة للأمم المتحدة إلى دارفور بالسودان. عمل مع حكومة السودان لقبول نقل السلطة من بعثة حفظ السلام من بعثة الاتحاد الأفريقي إلى بعثة الأمم المتحدة. كما عمل عنان مع العديد من الدول العربية والإسلامية حول حقوق المرأة ومواضيع أخرى.
وبدءًا من عام 1998 عقد عنان اجتماعًا سنويًا للأمم المتحدة «معتكفًا لمجلس الأمن» مع ممثلي الدول الخمسة عشر في المجلس. تم عقده في مركز المؤتمرات التابع لمؤسسة روكفلر بروذرز في ملكية عائلة روكفلر في بوكانتيكو وكان تحت رعاية كل من مؤسسة روكفلر بروذرز والأمم المتحدة.

#### لوبيات التحرش الجنسي
وفي يونيو 2004 أُعطي عنان نسخة من تقرير مكتب خدمات الرقابة الداخلية عن الشكوى التي قدمتها أربع موظفات ضد رود لوبرز مفوض الأمم المتحدة السامي لشؤون اللاجئين للتحرش الجنسي وإساءة استخدام السلطة والانتقام. كما استعرض التقرير ادعاءات الموظف الذي يقضي فترة طويلة بشأن التحرش الجنسي وسوء السلوك ضد فيرنر بلاتر مدير موظفي المفوضية. وجد التحقيق لوبرز مذنبا بالتحرش الجنسي. ولم يتم ذكر أي تهمة علنية ضد مسؤول كبير أو رفعت شكوى لاحقة في وقت لاحق من ذلك العام. في سياق التحقيق الرسمي كتب لوبرز رسالة اعتبرها البعض تهديدًا للعامل الذي جلب التهم. في 15 يوليو 2004 قام عنان بتبرئة لوبرز من الاتهامات قائلا أنها لم تكن كبيرة بما فيه الكفاية من الناحية القانونية. وقد اتخذ قراره حتى نوفمبر 2004. وعندما أصدر مكتب خدمات الرقابة الداخلية تقريره السنوي إلى الجمعية العامة للأمم المتحدة ذكر أنه وجد لوبرز مذنباً بالتحرش الجنسي. تم الإبلاغ عن هذه الأحداث على نطاق واسع وأضعفت نفوذ عنان.
في 17 نوفمبر 2004 قبل عنان تقرير مكتب خدمات الرقابة الداخلية بتبرئة ديليب ناير وكيل الأمين العام للأمم المتحدة لخدمات الرقابة الداخلية من تهمة الفساد السياسي والمضايقة الجنسية. وقد اختلف بعض موظفي الأمم المتحدة في نيويورك مع هذا الاستنتاج مما أدى إلى نقاش طويل في 19 نوفمبر.
وتم تسريب التقرير الداخلي لمكتب الأمم المتحدة وتقرير مكتب خدمات الرقابة الداخلية عن لوبرز ونشرت في صحيفة بريطانية أقسام مصحوبة بمقال كتبته كيت هولت. في فبراير 2005 استقال من منصبه كرئيس لوكالة اللاجئين التابعة للأمم المتحدة. قال لوبرز أنه يريد تخفيف الضغوط السياسية على عنان.

#### فضيحة النفط مقابل الغذاء
وفي ديسمبر 2004 ظهرت تقارير تفيد بأن نجل الأمين العام كوجو عنان تلقى مدفوعات من الشركة السويسرية كوتكنا للرعاية التي فازت بعقد مربح في إطار برنامج النفط مقابل الغذاء التابع للأمم المتحدة. ودعا كوفي عنان إلى إجراء تحقيق للنظر في المزاعم.
عين عنان لجنة التحقيق المستقلة والتي كان يقودها رئيس نظام الاحتياطي الفدرالي الأمريكي السابق بول فولكر ثم مدير رابطة الأمم المتحدة في الولايات المتحدة. في أول مقابلة له مع لجنة التحقيق أنكر عنان عقد اجتماع مع كوتكنا. وفي وقت لاحق من التحقيق أشار إلى أنه التقى مع المدير التنفيذي لشركة كوتكنا إيلي جورج ماسي مرتين. في تقرير نهائي صدر في 27 أكتوبر وجدت اللجنة أدلة غير كافية لإدانة كوفي عنان عن أي أعمال غير قانونية لكنها وجدت خطأً مع بينون سيفان وهو مواطن قبرصي أرمني عمل لدى الأمم المتحدة لمدة 40 سنة تقريباً. وعين سيفان الذي عينه عنان في برنامج «النفط مقابل الغذاء» العراقيين مراراً وتكراراً لتخصيص النفط لشركة نفط الشرق الأوسط الإفريقية. وقال فولكر للصحفيين أن سلوك سيفان كان «غير لائق أخلاقيا». وقد نفى سيفان مرارًا وتكرارًا التهم الموجهة إليه بأنه كان «كبش فداء». كان تقرير فولكر منتقدًا للغاية للهيكل الإداري للأمم المتحدة ومراقبة مجلس الأمن. وأوصت بشدة بإنشاء منصب جديد لمدير العمليات للتعامل مع المسؤوليات المالية والإدارية مما هو منصوص عليه في مكتب الأمين العام. ذكر التقرير الشركات الغربية والشرق أوسطية على حد سواء التي استفادت بشكل غير قانوني من البرنامج.

### جائزة نوبل للسلام
في عام 2001 سنته المئوية قررت لجنة نوبل أن جائزة السلام ستقسم بين الأمم المتحدة وأنان. حصل على جائزة السلام لإحياء الأمم المتحدة ولإعطاء الأولوية لحقوق الإنسان. كما أقرت لجنة جائزة نوبل التزامه بالكفاح من أجل احتواء انتشار فيروس نقص المناعة البشرية في أفريقيا ومعارضته المعلنة للإرهاب الدولي.

### العلاقات بين الولايات المتحدة والأمم المتحدة

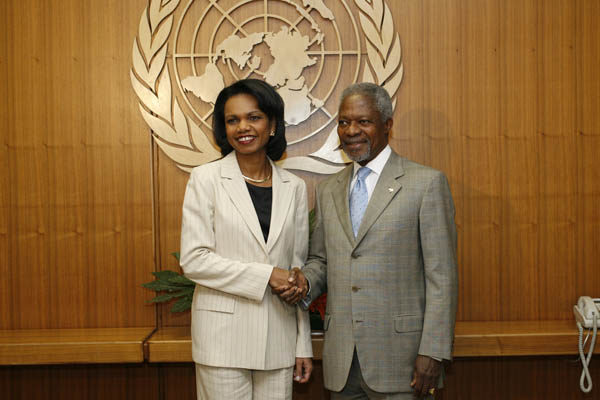
أنان مع كونداليزا رايز، 2007.

أيد كوفي عنان نائبه الأمين العام مارك مالوك براون الذي انتقد الولايات المتحدة علانية في خطاب ألقاه في 6 يونيو 2006: "يسود ممارسة تسعى لاستخدام الأمم المتحدة تقريبا عن طريق التخفي كأداة دبلوماسية بينما الفشل في الدفاع عنه ضد منتقديه المحليين هو ببساطة غير مستدام وسوف تخسر الأمم المتحدة بطريقة أو بأخرى. [...] [إن] الولايات المتحدة تعمل بشكل بنّاء مع الأمم المتحدة [...] غير معروفة أو يُفهم ذلك جزئياً لأن الكثير من الخطاب العام الذي يصل إلى قلب الولايات المتحدة قد تم التخلي عنه إلى حد كبير لأبرز منتقديها مثل راش ليمبو وفوكس نيوز. وقال مالوك في وقت لاحق أن حديثه كان "نقدًا صادقًا وبناءً للولايات المتحدة". سياسة تجاه الأمم المتحدة من قبل صديق ومعجب.
كان الحديث غير عادي لأنه انتهك سياسة غير رسمية بعدم انتقاد كبار المسؤولين علنا للدول الأعضاء. وكان السفير الأمريكي المؤقت جون بولتون الذي عينه الرئيس جورج دبليو بوش قد أبلغ عنان على الهاتف: «لقد عرفتك منذ عام 1989 وأخبرك أن هذا هو أسوأ خطأ ارتكبه أحد كبار مسؤولي الأمم المتحدة حتى ذلك الوقت». أيد مراقبون من دول أخرى رأي مالوك بأن السياسيين المحافظين في الولايات المتحدة منعوا العديد من المواطنين من فهم فوائد المشاركة الأمريكية في الأمم المتحدة.

### خطاب الوداع
في 19 سبتمبر 2006 ألقى عنان خطاب وداع لزعماء العالم المجتمعين في مقر الأمم المتحدة في نيويورك تحسبًا لتقاعده في 31 ديسمبر. وفي الخطاب الذي ألقاه أشار إلى ثلاث مشاكل رئيسية هي «اقتصاد عالمي غير عادل واضطراب عالمي وازدراء واسع النطاق لحقوق الإنسان وسيادة القانون» وهو ما يعتقد أنه «لم يحل ولكنه شحذ» خلال فترة توليه منصب الأمين العام. كما أشار إلى العنف في إفريقيا والصراع العربي الإسرائيلي كقضيتين رئيسيتين يستحقان الاهتمام.
في 11 ديسمبر 2006 وفي خطابه الأخير كأمين عام ألقى في مكتبة هاري ترومان الرئاسية في إنديبندنس، ميزوري أشار عنان إلى قيادة هاري ترومان في تأسيس الأمم المتحدة. ودعا الولايات المتحدة إلى العودة إلى السياسات الخارجية المتعددة الأطراف للرئيس ترومان وإلى اتباع عقيدة ترومان بأن «مسؤولية الدول الكبرى هي خدمة وليس هيمنة شعوب العالم». وقال أيضا أن الولايات المتحدة يجب أن تحافظ على التزامها بحقوق الإنسان «بما في ذلك في الكفاح ضد الإرهاب».

## مسيرته المهنية فيما بعد الأمم المتحدة
بعد خدمته كأمين عام للأمم المتحدة أقام عنان في جنيف وعمل بقدرة رائدة على مختلف الجهود الإنسانية الدولية.

### مؤسسة كوفي عنان
في عام 2007 أنشأ عنان مؤسسة كوفي عنان وهي منظمة مستقلة غير ربحية تعمل على تعزيز الحكم العالمي الأفضل وتعزيز قدرات الناس والدول لتحقيق عالم أكثر عدلاً وأكثر سلماً.
تؤمن المؤسسة بأن المجتمعات العادلة والسلمية ترتكز على ثلاث ركائز: السلام والأمن والتنمية المستدامة وحقوق الإنسان وسيادة القانون وقد جعلتها مهمتها في تعبئة القيادة والعزيمة السياسية اللازمة لمواجهة التهديدات الثلاثة. دعامات تتراوح من الصراع العنيف إلى انتخابات معيبة وتغير المناخ بهدف تحقيق عالم أكثر عدلاً وأكثر سلماً.
توفر المؤسسة قدرات التحليل والاتصالات والتنسيق اللازمة لضمان تحقيق هذه الأهداف. يتم تقديم مساهمة كوفي عنان للسلام في جميع أنحاء العالم من خلال الوساطة والتوجيه السياسي والدعوة والمشورة. يهدف كوفي عنان من خلال مشاركته إلى تعزيز قدرات حل النزاعات المحلية والدولية. تقدم المؤسسة الدعم التحليلي واللوجستي لتسهيل ذلك بالتعاون مع الجهات المحلية والإقليمية والدولية ذات الصلة. تعمل المؤسسة بشكل رئيسي من خلال الدبلوماسية الخاصة حيث يقدم كوفي عنان مشورة غير رسمية ويشارك في مبادرات دبلوماسية سرية لتجنب أو حل الأزمات من خلال تطبيق تجربته الفريدة وقيادته الملهمة. وكثيرًا ما يُطلب منه التوسط في الأزمات وأحيانا كوسيط مستقل نزيه وأحيانا كمبعوث خاص للمجتمع الدولي. وفي السنوات الأخيرة قدم هذه المشورة إلى بوركينا فاسو وكينيا وميانمار والسنغال وسوريا والعراق وكولومبيا.

### عملية الحوار الوطني والمصالحة الوطنية في كينيا
بعد اندلاع أعمال العنف خلال الانتخابات الرئاسية لعام 2007 في كينيا أنشأ الاتحاد الأفريقي فريق الشخصيات الإفريقية البارزة للمساعدة في إيجاد حل سلمي للأزمة.
تمكنت اللجنة برئاسة عنان من إقناع الحزبين الرئيسيين في الصراع وهما حزب الوحدة الوطنية بزعامة الرئيس مواي كيباكي والحركة الديمقراطية البرتقالية بزعامة رايلا أودينجا بالمشاركة في عملية الحوار الوطني الكيني والمصالحة. على مدار 41 يوماً من المفاوضات تم توقيع عدة اتفاقيات بشأن اتخاذ إجراءات لوقف العنف ومعالجة تداعياته. في 28 فبراير وقع الرئيس مواي كيباكي ورايلا أودينغا على اتفاق حكومي ائتلافي. وقد حظي كوفي عنان بالنجاح على نطاق واسع من قبل العديد من الكينيين لهذا الإنجاز التاريخي.

### المبعوث الخاص المشترك لسوريا

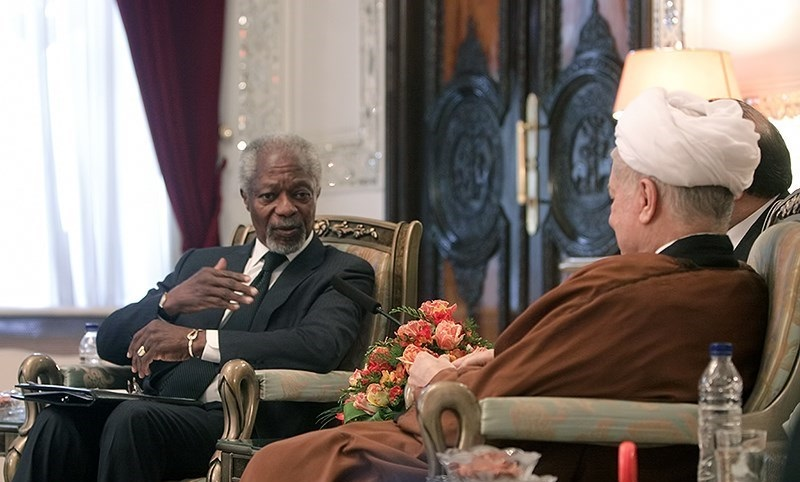
أنان يجتمع مع الرئيس الإيراني الأسبق أكبر هاشمي رفسنجاني.

في 23 فبراير 2012 تم تعيين عنان كمبعوث للأمم المتحدة إلى سوريا في محاولة لإنهاء الحرب الأهلية. وضع خطة من ست نقاط للسلام:
1. الالتزام بالعمل مع المبعوث في عملية سياسية شاملة تقودها سوريا لمعالجة التطلعات والشواغل المشروعة للشعب السوري ولهذه الغاية يلتزم بتعيين محاور مفوض عندما يتم دعوته للقيام بذلك من قبل المبعوث.
2. الالتزام بوقف القتال وتحقيق عاجل وفعال للأمم المتحدة لإيقاف العنف المسلح بجميع أشكاله من قبل جميع الأطراف لحماية المدنيين وتحقيق الاستقرار في البلاد.
ولتحقيق هذه الغاية يجب على الحكومة السورية أن تتوقف فوراً عن تحركات القوات نحو وضع حد للمجموعات الثقيلة في المراكز السكانية وإنهاء استخدامها والبدء في سحب التجمعات العسكرية في المراكز السكانية وحولها.
ومع اتخاذ هذه الإجراءات على الأرض ينبغي على الحكومة السورية أن تعمل مع المبعوث من أجل وقف العنف المسلح بكل أشكاله من قبل جميع الأطراف بآلية إشراف فعالة تابعة للأمم المتحدة.
وسيسعى المبعوث من المعارضة وجميع العناصر ذات الصلة إلى القيام بواجبات مماثلة لوقف القتال والعمل معه من أجل وقف العنف المسلح بكل أشكاله من قبل جميع الأطراف بآلية إشراف فعالة للأمم المتحدة
3. ضمان تقديم المساعدة الإنسانية في الوقت المناسب إلى جميع المناطق المتأثرة بالقتال ولتحقيق هذه الغاية كخطوات فورية قبول وتنفيذ وقفة إنسانية لمدة ساعتين يومياً وتنسيق التوقيت الدقيق وطرائق التوقف اليومي من خلال آلية فعالة بما في ذلك على المستوى المحلي.
4. تكثيف وتيرة وحجم الإفراج عن الأشخاص المحتجزين تعسفاً بما في ذلك فئات الأشخاص الضعيفة بشكل خاص والأشخاص المتورطين في أنشطة سياسية سلمية دون إبطاء من خلال القنوات المناسبة قائمة بجميع الأماكن التي يتم فيها احتجاز هؤلاء الأشخاص والبدء فوراً في تنظيم الوصول إليها. إلى هذه المواقع ومن خلال القنوات المناسبة الاستجابة الفورية لجميع الطلبات الخطية للحصول على المعلومات أو الوصول إليها أو إطلاق سراحها بشأن هؤلاء الأشخاص.
5. ضمان حرية التنقل في جميع أنحاء البلاد للصحفيين وسياسة التأشيرات غير التمييزية لهم.
6. احترام حرية تكوين الجمعيات والحق في التظاهر السلمي على نحو قانوني.

في 2 أغسطس استقال من منصبه كمبعوث خاص للأمم المتحدة وجامعة الدول العربية إلى سوريا نقلا عن تعنت كل من حكومة بشار الأسد والمتمردين فضلا عن الجمود في مجلس الأمن على أنه منع أي حل سلمي للوضع. كما ذكر أن عدم وجود وحدة دولية ودبلوماسية غير فعالة بين زعماء العالم جعل القرار السلمي في سوريا مهمة مستحيلة.

#### اللجنة العالمية المعنية بالانتخابات والديمقراطية والأمن
شغل عنان منصب رئيس اللجنة العالمية المعنية بالانتخابات والديمقراطية والأمن. تم إطلاق اللجنة في مايو 2011 كمبادرة مشتركة لمؤسسة كوفي عنان والمعهد الدولي للديمقراطية ومساعدات الانتخابات. وكان يضم 12 فردا بارزا من جميع أنحاء العالم بما في ذلك إرنستو زيديلو ومارتي أهتيسآري ومادلين أولبرايت وأمارتيا سن وكان الهدف من ذلك هو إبراز أهمية نزاهة الانتخابات لتحقيق عالم أكثر أمنا وازدهارا واستقرارا. أصدرت اللجنة تقريرها النهائي: الديمقراطية، إستراتيجية لتحسين نزاهة الانتخابات حول العالم في سبتمبر 2012.

### هيئة راخين (ميانمار)
في سبتمبر 2016 طُلب من عنان قيادة اللجنة الاستشارية في ولاية راخين (في ميانمار) - وهي منطقة فقيرة تعاني من الصراع العرقي والعنف الطائفي الشديد ولا سيما الأغلبية البوذية في ميانمار ضد الأقلية الروهينية المسلمة التي لا تحظى بشعبية من قبل القوات الحكومية. اللجنة المعروفة على نطاق واسع ببساطة باسم «لجنة عنان» عارضها العديد من البوذيين في ميانمار كتدخل غير مرحب به في علاقاتهم مع الروهينجا.
عندما أصدرت لجنة عنان تقريرها النهائي وهو الأسبوع الذي يبدأ في 24 أغسطس 2017 مع توصيات لا تحظى بشعبية من جميع الأطراف فقد انفجر العنف في صراع الروهينغيا - أكبر وأشد كارثة إنسانية دموية في المنطقة منذ عقود - مما دفع معظم الروهينجا للرحيل من ميانمار. حاول عنان إشراك الأمم المتحدة لحل المسألة لكنه فشل.
توفي عنان لاحقاً في الأسبوع الذي يسبق الذكرى السنوية الأولى لذلك الحدث بعد وقت قصير من إعلان لجنة بديلة بأنها لن «توجه أصابع الاتهام» إلى الأطراف المذلة - مما يؤدي إلى قلق واسع النطاق من أن اللجنة الجديدة كانت مجرد خدعة لحماية المسؤولين الحكوميين في ميانمار والمواطنين من المساءلة.

### أنشطة أخرى

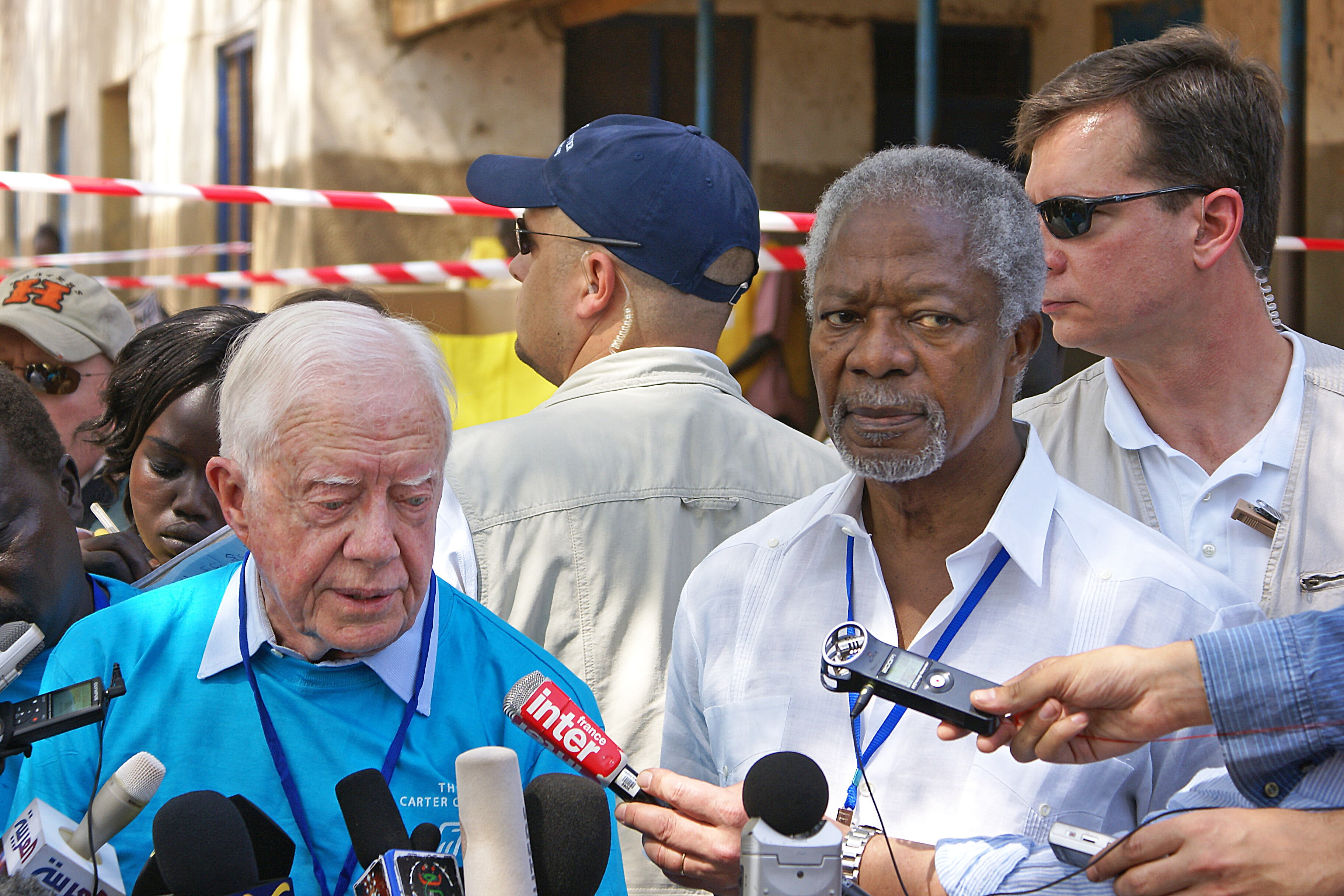
في استفتاء استقلال جنوب السودان عام 2011 مع الرئيس الأمريكي السابق جيمي كارتر.

#### مجالس الشركات
في مارس 2011 أصبح عنان عضوًا بالمجلس الاستشاري لبنك إنفستكورب أوروبا الشركة الدولية الرائدة في مجال الأسهم الخاصة وصندوق الثروة السيادية حتى عام 2018 المملوكة من قبل دولة الإمارات العربية المتحدة.
أصبح عنان عضوًا في المجلس الاستشاري العالمي بشركة ماكرو للشركاء الاستشاريون وهي شركة استشارات المخاطر والإستراتيجية في لندن ونيويورك لصناع القرار في مجال المال والأعمال والحكومة حيث كانت بعض العمليات ذات صلة بإنفستكورب.

#### المنظمات غير الربحية
بالإضافة إلى ما سبق انضم عنان أيضًا إلى العديد من المنظمات ذات التركيز العالمي والأفريقي بما في ذلك ما يلي:
- مؤسسة الأمم المتحدة، عضو مجلس الإدارة (2008-2018).[115]
- جامعة غانا، المستشار (2008-2018).[116]
- مدرسة الشؤون الدولية والعامة بجامعة كولومبيا، زميل عالمي (2009).
- لجنة الفكر العالمي في جامعة كولومبيا، زميل.
- كلية لي كوان يو للسياسة العامة في جامعة سنغافورة الوطنية، أستاذ لي كا شينغ (2009-2018).[117]
- المركز العالمي للتعددية، عضو مجلس الإدارة (2010-2018).
- جائزة محمد إبراهيم للإنجاز في القيادة الإفريقية، رئيس لجنة الجائزة (2007-2018).
- التحالف من أجل ثورة خضراء في أفريقيا، رئيس مجلس الإدارة (2007-2018).
- المنتدى الإنساني العالمي، رئيس (2007-2018).

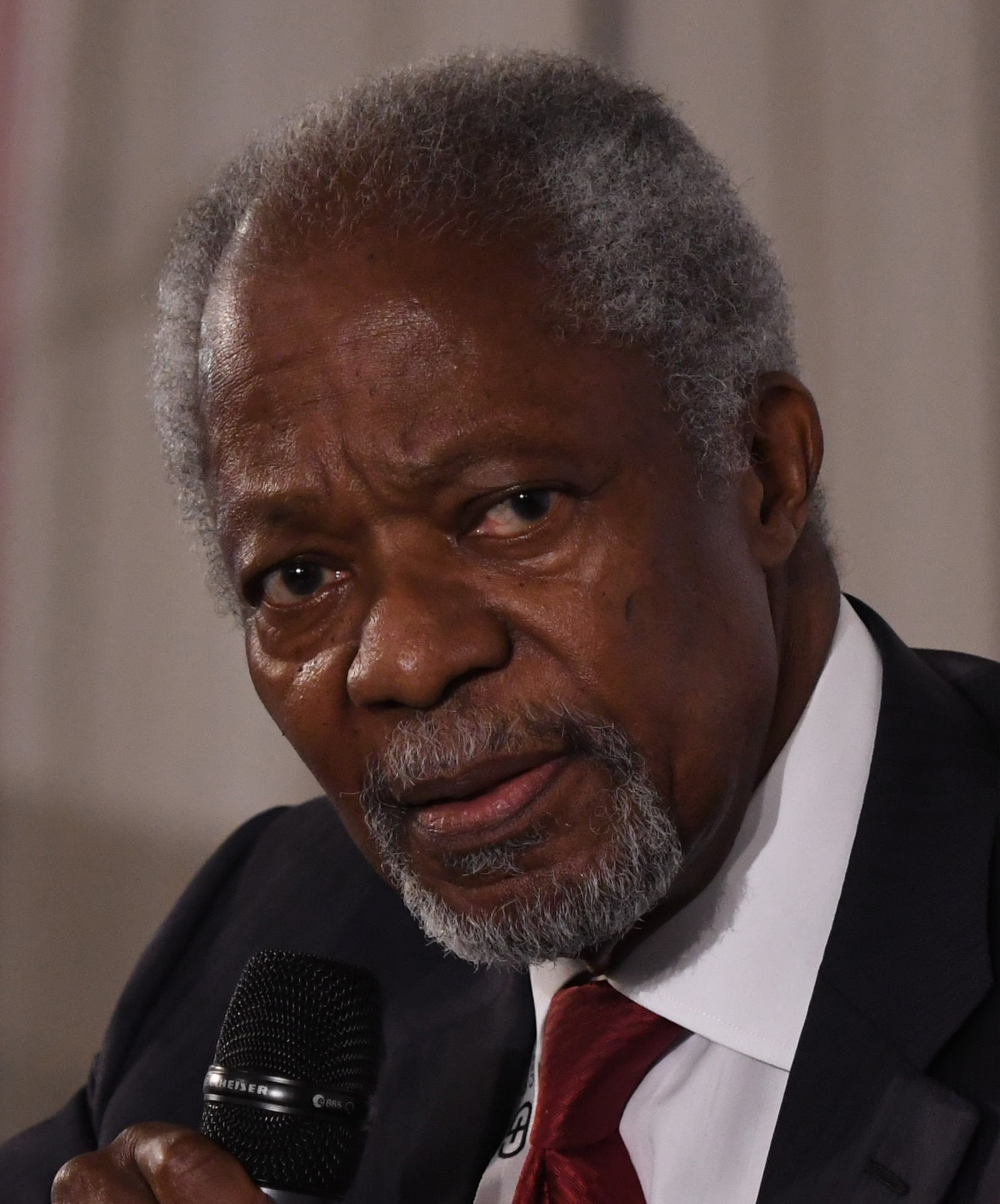
أنان خلال مؤتمر ميونخ للأمن 2018.

شغل عنان منصب رئيس منظمة الشيوخ وهي مجموعة من القادة العالميين المستقلين الذين يعملون معاً في قضايا السلام وحقوق الإنسان. في نوفمبر 2008 حاول عنان وزميله جيمي كارتر وغراسا ماشيل السفر إلى زيمبابوي لإجراء تقييم مباشر للحالة الإنسانية في البلاد. رفض الدخول وقرر الحكماء بدلاً من ذلك تقييمهم من جوهانسبرج حيث التقوا بقادة زيمبابوي وجنوب أفريقيا من السياسة والأعمال والمنظمات الدولية والمجتمع المدني. في مايو 2011 بعد شهور من العنف السياسي في ساحل العاج سافر عنان إلى البلاد مع الحكماء ديزموند توتو وماري روبنسون لتشجيع المصالحة الوطنية. في 16 أكتوبر 2014 شارك كوفي عنان في قمة عالم شاب واحد في دبلن. خلال جلسة مع الزميلة ماري روبنسون شجع كوفي عنان 1300 قائد شاب من 191 دولة على قيادة قضايا بين الأجيال مثل تغير المناخ والحاجة إلى اتخاذ إجراءات الآن وليس غدًا. وخلال القمة أخبر قادة من 191 دولة بأن معالجة آثار تغير المناخ قضية عامة بالنسبة للشباب والكبار على السواء.
«ليس علينا أن ننتظر التصرف. يجب أن يكون العمل الآن. سوف تصادف الناس الذين يعتقدون أننا يجب أن نبدأ غدًا. حتى بالنسبة لأولئك الذين يعتقدون أن العمل يجب أن يبدأ غدًا تذكّرهم غدًا يبدأ الآن، غدًا يبدأ اليوم لذا فليمضي قدما».
ترأس عنان فريق التقدم الإفريقي وهو مجموعة مكونة من عشرة أفراد متميزين يدعون إلى أعلى المستويات من أجل التنمية العادلة والمستدامة في أفريقيا. كرئيس ييسر بناء الائتلافات للاستفادة من المعرفة والوساطة بالإضافة إلى عقد صانعي القرار للتأثير على السياسة وإحداث تغيير دائم في إفريقيا. يقوم الفريق كل عام بإصدار تقرير وهو تقرير التقدم لأفريقيا والذي يحدد قضية ذات أهمية فورية للقارة ويقترح مجموعة من السياسات المرتبطة بها. في عام 2014 أبرز تقرير التقدم لأفريقيا إمكانات مصائد الأسماك والزراعة في أفريقيا لدفع عجلة التنمية الاقتصادية. يستكشف تقرير 2015 دور تغير المناخ وإمكانات استثمارات الطاقة المتجددة في تحديد مستقبل إفريقيا الاقتصادي.

#### المذكرات
في 4 سبتمبر 2012 نشر عنان مذكراته «التدخلات: حياة في الحرب والسلام» بالاشتراك مع نادر موسويزاده. تم وصف الكتاب بأنه سيرة ذاتية لسياسة الحكم العالمية.

## الحياة الشخصية والوفاة
في عام 1965 تزوج كوفي عنان من تيتي ألاكجا وهي امرأة نيجيرية تنتمي لعائلة أرستقراطية. بعد عدة سنوات كان لديهم ابنة آما وبعد ذلك ابن كوجو. انفصل الزوجان في أواخر السبعينات وتطلقا في عام 1983. في عام 1984 تزوج عنان من نان ماريا لاجيرغرين وهي محامية سويدية في الأمم المتحدة وابنة أخ من أم أخرى راؤول فالنبرغ. لديها ابنة نينا من زواج سابق.
توفي عنان في 18 أغسطس 2018 في برن بسويسرا عن عمر يناهز 80 عامًا بعد مرض قصير.

## روابط خارجية
- كوفي عنان على موقع أوليمبيديا (الإنجليزية)
- كوفي عنان على موقع IMDb (الإنجليزية)
- كوفي عنان على موقع الموسوعة البريطانية (الإنجليزية)
- كوفي عنان على موقع مونزينجر (الألمانية)
- كوفي عنان على موقع ميوزك برينز (الإنجليزية)
- كوفي عنان على موقع إن إن دي بي (الإنجليزية)
- كوفي عنان على موقع ديسكوغز (الإنجليزية)
- كوفي عنان على موقع قاعدة بيانات الفيلم (الإنجليزية)
- كوفي عنان على موقع كينوبويسك (الروسية)

| سبقه بطرس بطرس غالي | أمين عام الأمم المتحدة 1997 - 2007 | تبعه بان كي مون |